# Call of Duty: Modern Warfare 3: Defiance
Call of Duty: Modern Warfare 3 – Defiance је пуцачина из првог лица из 2011. године коју је развио n-Space за Nintendo DS. Игра је смештена у идентичном окружењу као и Call of Duty: Modern Warfare 3 и садржи многе елементе гејмплеја који су типични за пређашње игре из серијала Call of Duty. 
Ово је последња Call of Duty игра која је изашла за Nintendo DS а и последња коју је ESRB оценио са Teen (игра намењена тинејџерима).

## Кампања
не следи исту причу као Call of Duty: Modern Warfare 3. Као и претходне Call of Duty игре које су излазиле за Nintendo DS, прича представља „наратив” оригиналне приче која је доступна у игри за рачунаре и конзоле.
Игра почиње тренингом одреда Америчке националне гарде на Аљасци током руске инвазије на САД која се одвија од половине претходне игре, Call of Duty: Modern Warfare 2. Национална гарда ради заједно с британским SFSG-ом како би се супротставили Русима.
Потом се прича пребацује на границу Аризоне и Неваде где се воде борбе код Хуверове бране и око града Хендерсон. Британске снаге нападају брану путем хеликоптера и успевају да сачувају генератор који напаја страну која припада Невади. Међутим, они гину у експлозији генератора који су на територији Аризоне.
Завршни део игре осврће се на Балтимор, где Национална гарда и SFSG враћају контролу над тамошњим аеродромом који су заузели Руси и настављају борбе кроз луку. Ускоро сазнају да Руси уводе оружје за масовно уништење на место сукоба. Јединице настављају да се пробијају до руског теретног брода где се истовара оружје. Одред Националне гарде успева доћи до палубе у истом тренутку када руски хеликоптер Ми-24, који носи оружје, почиње са узлетањем. Американци и Британци успевају да сруше хеликоптер, а игра се завршава речима команданта јединице да „права борба тек предстоји”, осврћући се на Трећи светски рат који се одвија у Modern Warfare 3.

## Пријем
Игра се није прославила код критичара. Крис Скалијан је истакао да игра „има мана, али да је свеједно импресивна пуцачина с обзиром на ограничење у виду хардвера”. Џејмс Досон је написао да „Call of Duty: Modern Warfare 3: Defiance неће освојити ниједну награду, али да је као порт за DS ове популарне франшизе, игра одрадила пристојан посао”.